# أليسون سميث (صحفية)
أليسون سميث (بالإنجليزية: Alison Smith)‏ هي صحفية بريطانية، ولدت في 22 أغسطس 1954.

## وصلات خارجية
- أليسون سميث على موقع IMDb (الإنجليزية)